# Beit Sahour
Beit Sahour est une ville de Cisjordanie en  Palestine, territoires occupés par Israël. Sa population était de 12 367 habitants en 2007 dont 80 % de chrétiens et 20 % de musulmans.

## Géographie
Beit Sahour se trouve à l'est de Bethléem qu'elle jouxte, et à côté de Beit Jala. Elle fait partie du gouvernorat de Bethléem. La municipalité s'étend sur une surface de 6,9 km2 (6 945 dunams).

## Histoire
La ville est construite sur le lieu supposé du champ des bergers qui ont assisté ensuite à la naissance du Christ. Une église et un monastère y sont construits par l'impératrice Hélène. On peut y visiter la grotte des bergers.
Beit Sahour fait partie des territoires occupés par Israël depuis 1967. La ville a joué un rôle-clé dans les dernières Intifadas, grâce à des techniques de résistance non-violente, sous l'égide de l'International Solidarity Movement, dont l'opération « No Taxation Without Cooperation ».

## Grève de l'impôt
La ville de Beit Sahour est célèbre en raison d'une grève de l'impôt menée par ses habitants en septembre 1989. Le mouvement de désobéissance fiscale est lancé dans le cadre de la première intifada. Il vise la fiscalité réclamée par Israël, pays occupant la Cisjordanie. Le conseil municipal publie une déclaration de soutien à la grève à l'intention du gouvernement israélien, déclarant que « pendant 20 ans d'occupation, vous pensiez que nous étions satisfaits, puis est venue l'Intifada pour vous dire que nous voulons notre liberté et que ne pas payer d'impôts est une forme de résistance non violente à votre occupation » et ajoutant qu'« en nous traitant comme une colonie d'Israël, vous pratiquez l'imposition sans légitimité ». Les habitants de la ville affirment avoir réussi à résister au blocus imposé en réaction par Israël, seul un petit nombre d'entre eux ayant choisi d'interrompre la grève et de payer volontairement des taxes aux autorités israéliennes, tout en affirmant que la ville était devenue un symbole international de la résistance non violente à l'occupation israélienne.

## Religion
- Église catholique du Champ des Bergers, appartenant à la custodie franciscaine de Terre Sainte (Der es-Siar), construite en 1953-1954 sur les ruines d'une basilique (octogonale) de la Nativité du Ve siècle.
- Monastère orthodoxe du Champ des Bergers (Der er'Rawat), et son église souterraine consacrée à la Mère-de-Dieu, avec la grotte des Bergers, et une église construite récemment.
- Chapelle de la Fontaine de Marie (Bir as-Sydah), au-dessus de la fontaine à laquelle s'est abreuvée Marie pendant sa Fuite en Égypte, le puits a été creusé par Jacob, fils d'Isaac.

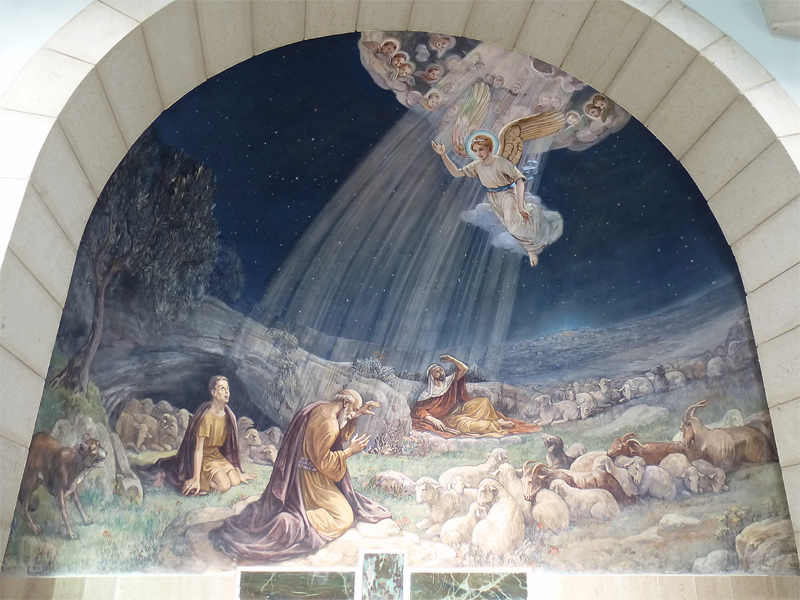
Fresque du champ des Bergers à l'intérieur de l'église franciscaine.

## Économie
L'économie de la ville est largement axée sur le tourisme et les activités de pèlerinages, et le commerce qui y est lié, comme l'artisanat de sculpture sur bois d'olivier, ou la broderie. Grâce au programme gouvernemental « Bethléem 2000 », la ville a bénéficié de la réhabilitation de ses infrastructures touristiques et de la rénovation de son parc hôtelier, pour la célébration du bimillénaire de la naissance de Jésus .
La ville possède aussi des fabriques de textile et de produits chimiques.

## Culture populaire
Le film de 2014 Les 18 Fugitives illustre les efforts de certains habitants de Beit Sahour pour créer une coopérative laitière durant la grève de l'impôt.

## Jumelage
- Aulnoye-Aymeries (France) depuis 1999
- Vaulx-en-Velin (France) depuis 2008